# Альпийский горный козёл
Альпийский горный козёл, или альпийский козёл, или ибекс, или козерог (лат. Capra ibex) — вид парнокопытных из рода горных козлов, распространённый в Альпах.

## Внешний вид
В среднем ибекс достигает длины до 150 см и роста в холке около 90 см. Самки весят примерно 40 кг, а самцы могут весить до 100 кг. У самцов имеются внушительные выгнутые рога длиной до 1 м, в то время как у самок есть только короткие, едва изогнутые рожки. У обоих полов имеется бородка. Летом у самцов окраска шерсти тёмно-коричневая, а у самок немного красноватая или с золотистым оттенком. В зимнее время шерсть у обоих полов серая.

## Распространение
Ибекс обитает в Альпах на высоте между границами леса и льда. Он может подниматься до 3500 м над уровнем моря. Зимой обитает, как правило, в более низких местностях, чем летом, однако и летом может спускаться на альпийские луга в поисках пищи. Ночует обычно высоко в горах.

## Поведение

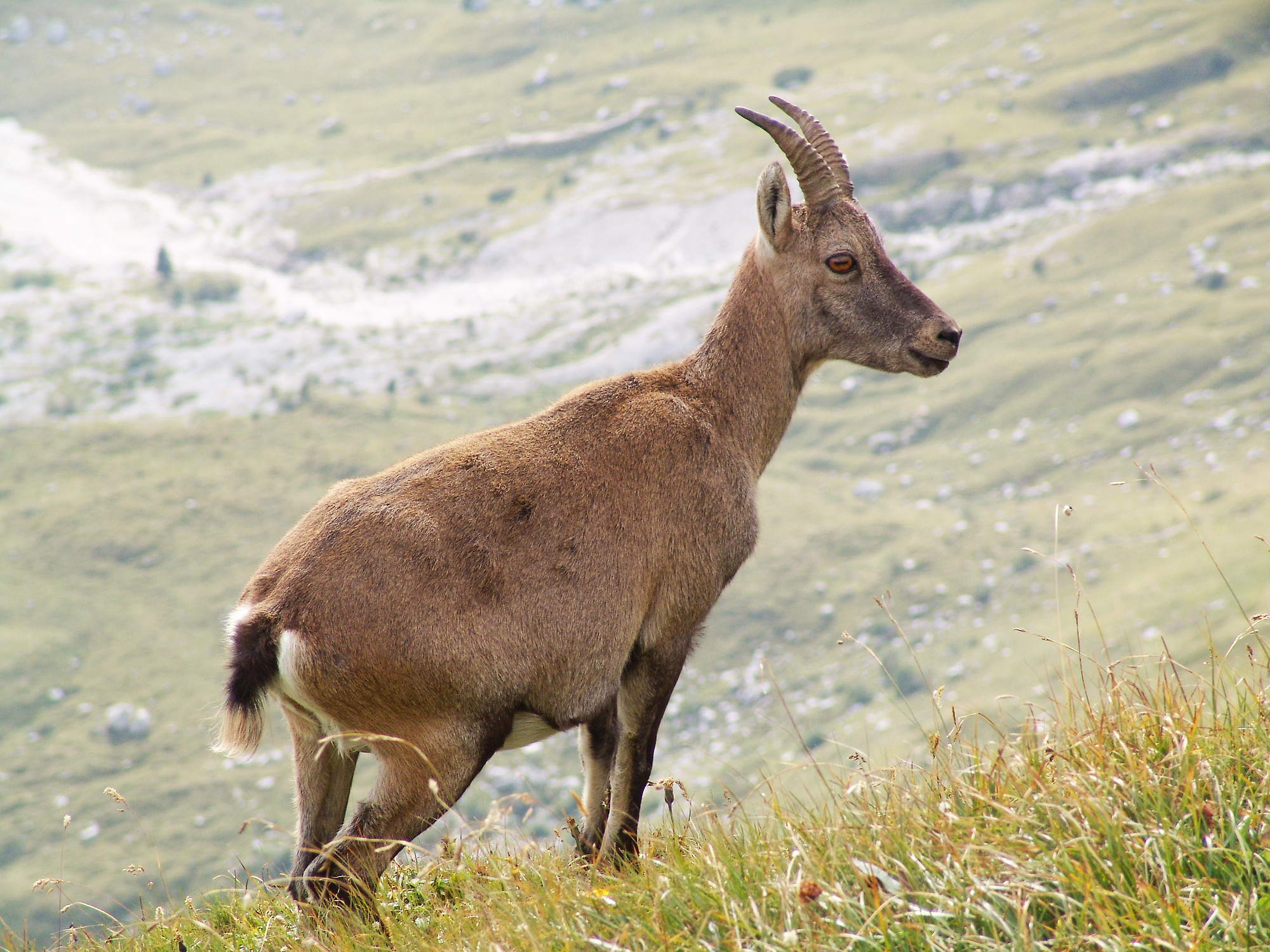
Самка ибекса

Типичное стадо ибексов состоит из 10—20 самок и детёнышей. Помимо них существуют менее устойчивые стада молодых холостяков, а также живущие поодиночке зрелые самцы. В брачный период, который в Альпах длится с декабря по январь, самцы навещают стада и пытаются заполучить над ними контроль. Между соперничающими козлами нередко доходит до поединков. Чтобы иметь шанс победить в подобном поединке и иметь собственное стадо, самец должен достичь возраста как минимум шести лет. На протяжении всей зимы самец пребывает в стаде и покидает его весной.
После беременности, длящейся от пяти до шести месяцев, самка в мае или июне рождает одного, изредка двух, детёнышей. Детёныш умеет держаться на ногах уже с первого дня, но остаётся с матерью и питается молоком ещё около года. Продолжительность жизни ибекса может достигать 20 лет.

## Систематика

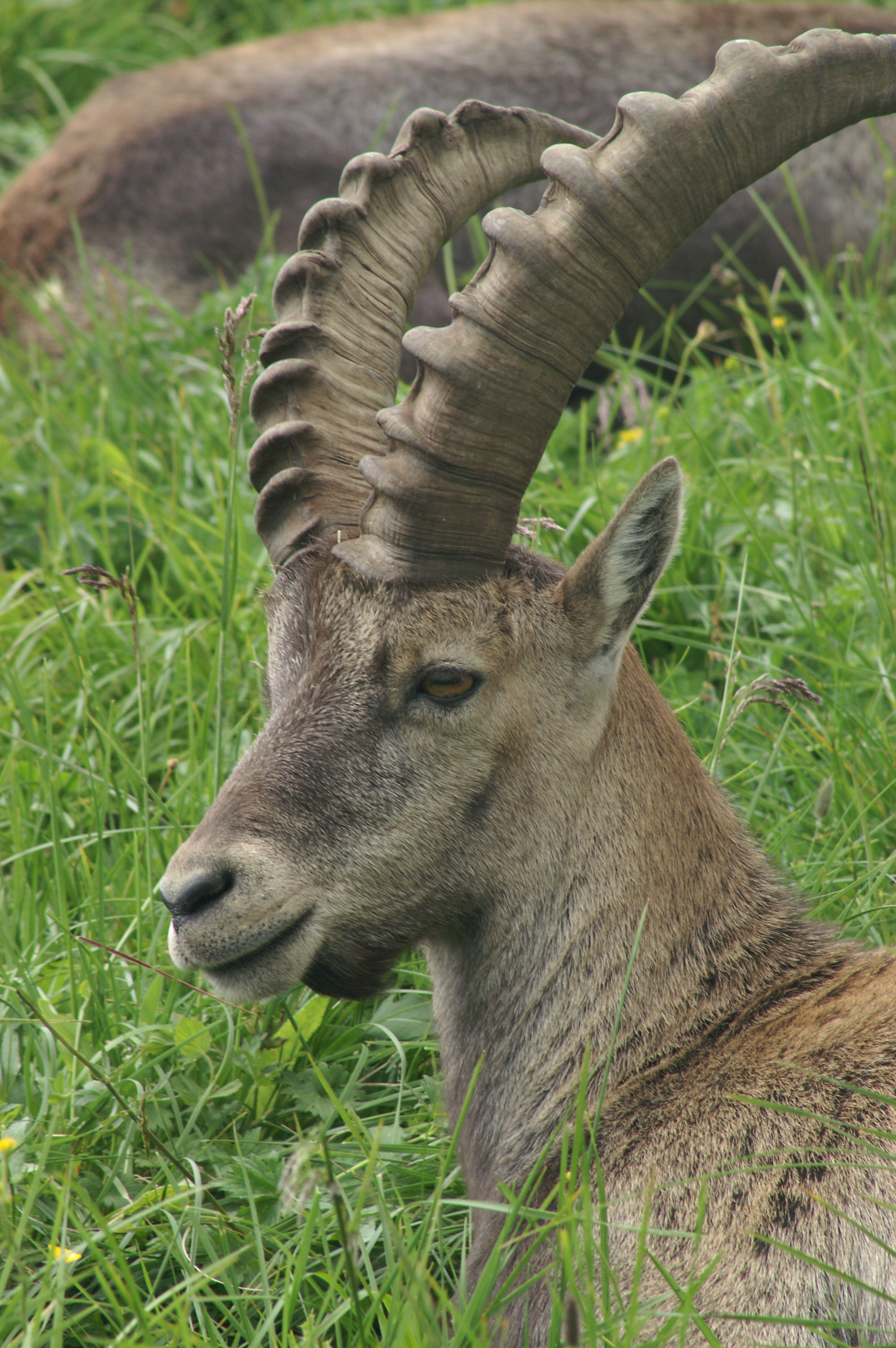
Голова ибекса

Ибекс является одним из нескольких видов рода Capra, называемых козерогами. Для точности его часто называют обыкновенным козерогом. Он является близким родственником сибирского горного козла (Capra sibirica), а также нубийского горного козла (Capra nubia), которого раньше причисляли к виду ибекса. Остальные виды более близки к безоаровому козлу (Capra aegagrus).

## Козерог и человек
В Древнем мире и в Средние века ибекс был сильно мифологизирован, вследствие чего все его употребимые атрибуты — от крови и волос вплоть до экскрементов — использовалось в медицине против всевозможных болезней. Всё это почти привело к вымиранию ибексов в Европе. В начале XIX века численность ибексов во всём альпийском регионе едва превышала 100 особей, которые сохранились главным образом в итальянском Гран-Парадизо. Лесник Йозеф Цумштайн и естествовед Альберт Гиртаннер смогли убедить власти в 1816 году охранять последних козерогов в Гран-Парадизо. В 1854 году король Пьемонта и Сардинии Виктор Эммануил II взял ибексов под личную защиту. Благодаря успешной программе по новому заселению ибексами Альпийских гор, они сегодня вновь встречаются во многих частях своего изначального ареала. Все сегодняшние ибексы происходят от тех сохранившихся 100 животных (см. также эффект бутылочного горлышка).
Несмотря на то, что Швейцария просила продать ей ибексов, Виктор Эммануил II не разрешал их вывоз. Первые животные были контрабандой ввезены в Швейцарию лишь в 1906 году. Сегодня их популяция достаточно многочисленна, чтобы не считаться состоящей под угрозой. С 1977 года разрешён даже контролируемый отстрел козерогов. В целом численность ибексов в Альпах сегодня составляет от 30 до 40 тысяч животных. Заселение ибексами новых местностей встречает одобрение у местных жителей, так как их наличие выгодно для туристического маркетинга альпийских курортов.

## В культуре
В Московском авиационном институте (МАИ) первокурсников шутливо называют козерогами. Прозвище возникло вскоре после создания МАИ. У ибексов очень короткий хвост (его, считай, почти и нет), как и у первокурсников — «хвостов» до первой сессии быть не может в принципе. Отсюда и параллель.